# Margites auratonotatus
Margites auratonotatus är en skalbaggsart som beskrevs av Maurice Pic 1923. Margites auratonotatus ingår i släktet Margites och familjen långhorningar. Inga underarter finns listade i Catalogue of Life.